# 전영랑
전영랑(1983년 5월 14일~)은 대한민국의 국악인으로서 제57호 경기민요 이수자이다.

## 학력
- 국립전통예술고등학교
- 한국예술종합학교 연희과 무속전공
- 이화여자대학교 대학원 경기민요 석사과정(수료)

## 경연 출연
- 2019년 11월, MBN 《보이스퀸》 출전 (본선 4라운드, 준결승전 8위)
- 2020년 12월, TV조선 《내일은 미스트롯2》 출전 (본선 1차전에서 탈락) - Top49(36위)
- 2021년, MBN 《조선판스타》 - Top50

## 수상
- 2009년, 제35회 전주대사습놀이전국대회 민요부 명창 차상
- 2009년, 제9회 인천국악대제전 전국경연대회 민요명창부 문화체육관광부장관상
- 2015년, 제21회 경기국악제 전국경연대회 민요명창부문 대통령상